# Béchir Bouazzat
Béchir Bouazzat (arabe : بشير بوعزة), né le 5 octobre 1908 à Gammarth et mort le 29 décembre 1944 à Paris, est un lutteur tunisien.
Il est l'un des pionniers de ce sport dans son pays.

## Biographie
Très doué et sans rival au niveau national, Béchir Bouazzat part en France où il s'impose rapidement et remporte en 1935 le championnat de France de lutte libre (poids mi-lourds) et de lutte gréco-romaine (poids moyen). Il participe aux championnats d'Europe de lutte et obtient la médaille de bronze (poids de 79 kg) en 1935. Il est également deuxième au tournoi pré-olympique ; il est sélectionné en équipe de France de pentathlon moderne aux Jeux olympiques d'été de 1936 et se classe huitième en individuel messieurs.
Il est blessé accidentellement par un soldat américain dans le Val-de-Marne et meurt le 29 décembre 1944 à l'hôpital de la Salpêtrière.